# Ломоватая (приток Озёрной)
Ломоватая (Ломоватка, Канал) — река в России, протекает по Томской области и Красноярскому краю. Устье реки находится в 13 км по левому берегу реки Озёрная. Длина реки составляет 179 км, площадь водосборного бассейна 1570 км². Высота устья — 98,2 м над уровнем моря. Высота истока — 177,8 м над уровнем моря.
Название происходит от диалектного слова лом — «поемный, наносный, с кочкарником и дрязгом» (В. И. Даль). Возможно, что в некоторых случаях слово ломовой может быть использовано в значении «поперечный», противопоставленное становому — «вертикальному», либо от изломанности реки меандрами.

## Притоки
- 1 км: Деревянная (лв) (99 км)
  - Лягуша (лв)
- Болотный (пр)
- 32 км: Язевая (лв) (25 км)
- Моховой (лв)
- 143 км: Малая Ломоватка (пр) (46 км)
- Болотная (пр)
- Болотный (лв)

## Данные водного реестра
По данным государственного водного реестра России относится к Верхнеобскому бассейновому округу, водохозяйственный участок реки — Кеть, речной подбассейн реки — бассейн притоков (Верхней) Оби от Чулыма до Кети. Речной бассейн реки — (Верхняя) Обь до впадения Иртыша.